# Halterofília als Jocs Olímpics d'Estiu de 1904 - Concurs complet d'aixecament de pes

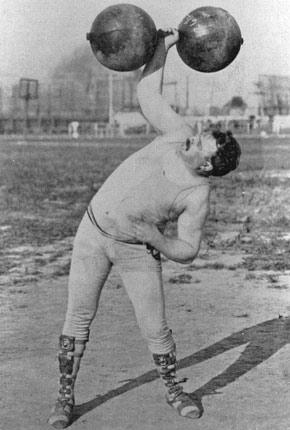
Frederick Winters aixecant el pes amb una mà.

La prova del concurs complet d'aixecament de pes fou una de les dues proves d'halterofília que es disputà durant els Jocs Olímpics de Saint Louis entre l'1 i el 3 de setembre de 1904. Hi van prendre part 3 aixecadors, tots estatunidencs.
En aquesta prova els aixecadors havien d'alçar pesos en 10 rondes, en les que s'establia una puntuació segons la classificació. En les nou primeres rondes es donaren 5 punts al vencedor, tres al segon i un al tercer. En la darrera de les aixecades els jutges podien atorgar la puntuació que creiessin convenient, amb un màxim de 25 punts.
El vencedor fou l'estatunidenc Oscar Osthoff, que en la darrera de les aixecades superà el fins aleshores líder de la classificació, Frederick Winters.

## Medallistes
| Or            | Plata             | Bronze       |
| Oscar Osthoff | Frederick Winters | Frank Kugler |

## Resultats
| Prova 1 | Prova 1           | Prova 1     | Prova 1   |
| Posició | Atleta            | Pes aixecat | Puntuació |
| ------- | ----------------- | ----------- | --------- |
| 1.      | Frederick Winters | 62.14       | 5         |
| 2.      | Oscar Osthoff     | 45.14       | 3         |
| 3.      | Frank Kugler      | 36.06       | 1         |

| Prova 2 | Prova 2           | Prova 2     | Prova 2   |
| Posició | Atleta            | Pes aixecat | Puntuació |
| ------- | ----------------- | ----------- | --------- |
| 1.      | Frederick Winters | 45.47       | 5         |
| 2.      | Oscar Osthoff     | 33.51       | 3         |
| 3.      | Frank Kugler      | 24.15       | 1         |

| Després de 2 proves | Després de 2 proves | Després de 2 proves | Després de 2 proves | Després de 2 proves |
| Posició             | Atleta              | 1                   | 2                   | Total               |
| ------------------- | ------------------- | ------------------- | ------------------- | ------------------- |
| 1.                  | Frederick Winters   | 5                   | 5                   | 10                  |
| 2.                  | Oscar Osthoff       | 3                   | 3                   | 6                   |
| 3.                  | Frank Kugler        | 1                   | 1                   | 2                   |

| Prova 3 | Prova 3           | Prova 3     | Prova 3   |
| Posició | Atleta            | Pes aixecat | Puntuació |
| ------- | ----------------- | ----------- | --------- |
| 1.      | Frederick Winters | 58.97       | 5         |
| 2.      | Oscar Osthoff     | 52.96       | 3         |
| 3.      | Frank Kugler      | 42.69       | 1         |

| Després de 3 proves | Després de 3 proves | Després de 3 proves | Després de 3 proves | Després de 3 proves | Després de 3 proves |
| Posició             | Atleta              | 1                   | 2                   | 3                   | Total               |
| ------------------- | ------------------- | ------------------- | ------------------- | ------------------- | ------------------- |
| 1.                  | Frederick Winters   | 5                   | 5                   | 5                   | 15                  |
| 2.                  | Oscar Osthoff       | 3                   | 3                   | 3                   | 9                   |
| 3.                  | Frank Kugler        | 1                   | 1                   | 1                   | 3                   |

| Prova 4 | Prova 4           | Prova 4     | Prova 4   |
| Posició | Atleta            | Pes aixecat | Puntuació |
| ------- | ----------------- | ----------- | --------- |
| 1.      | Oscar Osthoff     | 68.04       | 5         |
| 2.      | Frank Kugler      | 58.97       | 2         |
| 2.      | Frederick Winters | 58.97       | 2         |

| Després de 4 proves | Després de 4 proves | Després de 4 proves | Després de 4 proves | Després de 4 proves | Després de 4 proves | Després de 4 proves |
| Posició             | Atleta              | 1                   | 2                   | 3                   | 4                   | Total               |
| ------------------- | ------------------- | ------------------- | ------------------- | ------------------- | ------------------- | ------------------- |
| 1.                  | Frederick Winters   | 5                   | 5                   | 5                   | 2                   | 17                  |
| 2.                  | Oscar Osthoff       | 3                   | 3                   | 3                   | 5                   | 14                  |
| 3.                  | Frank Kugler        | 1                   | 1                   | 1                   | 2                   | 5                   |

| Prova 5 | Prova 5           | Prova 5     | Prova 5   |
| Posició | Atleta            | Pes aixecat | Puntuació |
| ------- | ----------------- | ----------- | --------- |
| 1.      | Frederick Winters | 81.53       | 5         |
| 2.      | Oscar Osthoff     | 67.42       | 3         |
| 3.      | Frank Kugler      | 48.65       | 1         |

| Després de 5 proves | Després de 5 proves | Després de 5 proves | Després de 5 proves | Després de 5 proves | Després de 5 proves | Després de 5 proves | Després de 5 proves |
| Posició             | Atleta              | 1                   | 2                   | 3                   | 4                   | 5                   | Total               |
| ------------------- | ------------------- | ------------------- | ------------------- | ------------------- | ------------------- | ------------------- | ------------------- |
| 1.                  | Frederick Winters   | 5                   | 5                   | 5                   | 2                   | 5                   | 22                  |
| 2.                  | Oscar Osthoff       | 3                   | 3                   | 3                   | 5                   | 3                   | 17                  |
| 3.                  | Frank Kugler        | 1                   | 1                   | 1                   | 2                   | 1                   | 6                   |

| Prova 6 | Prova 6           | Prova 6     | Prova 6   |
| Posició | Atleta            | Pes aixecat | Puntuació |
| ------- | ----------------- | ----------- | --------- |
| 1.      | Frederick Winters | 61.46       | 5         |
| 2.      | Oscar Osthoff     | 57.61       | 3         |
| 3.      | Frank Kugler      | 46.66       | 1         |

| Després de 6 proves | Després de 6 proves | Després de 6 proves | Després de 6 proves | Després de 6 proves | Després de 6 proves | Després de 6 proves | Després de 6 proves | Després de 6 proves |
| Posició             | Atleta              | 1                   | 2                   | 3                   | 4                   | 5                   | 6                   | Total               |
| ------------------- | ------------------- | ------------------- | ------------------- | ------------------- | ------------------- | ------------------- | ------------------- | ------------------- |
| 1.                  | Frederick Winters   | 5                   | 5                   | 5                   | 2                   | 5                   | 5                   | 27                  |
| 2.                  | Oscar Osthoff       | 3                   | 3                   | 3                   | 5                   | 3                   | 3                   | 20                  |
| 3.                  | Frank Kugler        | 1                   | 1                   | 1                   | 2                   | 1                   | 1                   | 7                   |

| Prova 7 | Prova 7           | Prova 7     | Prova 7   |
| Posició | Atleta            | Pes aixecat | Puntuació |
| ------- | ----------------- | ----------- | --------- |
| 1.      | Oscar Osthoff     | 68.49       | 5         |
| 2.      | Frederick Winters | 63.73       | 3         |
| 3.      | Frank Kugler      | 42.75       | 1         |

| Després de 7 proves | Després de 7 proves | Després de 7 proves | Després de 7 proves | Després de 7 proves | Després de 7 proves | Després de 7 proves | Després de 7 proves | Després de 7 proves | Després de 7 proves |
| Posició             | Atleta              | 1                   | 2                   | 3                   | 4                   | 5                   | 6                   | 7                   | Total               |
| ------------------- | ------------------- | ------------------- | ------------------- | ------------------- | ------------------- | ------------------- | ------------------- | ------------------- | ------------------- |
| 1.                  | Frederick Winters   | 5                   | 5                   | 5                   | 2                   | 5                   | 5                   | 3                   | 30                  |
| 2.                  | Oscar Osthoff       | 3                   | 3                   | 3                   | 5                   | 3                   | 3                   | 5                   | 25                  |
| 3.                  | Frank Kugler        | 1                   | 1                   | 1                   | 2                   | 1                   | 1                   | 1                   | 8                   |

| Prova 8 | Prova 8           | Prova 8     | Prova 8   |
| Posició | Atleta            | Pes aixecat | Puntuació |
| ------- | ----------------- | ----------- | --------- |
| 1.      | Frederick Winters | 57.38       | 5         |
| 2.      | Oscar Osthoff     | 52.96       | 3         |
| 3.      | Frank Kugler      | 35.38       | 1         |

| Després de 8 proves | Després de 8 proves | Després de 8 proves | Després de 8 proves | Després de 8 proves | Després de 8 proves | Després de 8 proves | Després de 8 proves | Després de 8 proves | Després de 8 proves | Després de 8 proves |
| Posició             | Atleta              | 1                   | 2                   | 3                   | 4                   | 5                   | 6                   | 7                   | 8                   | Total               |
| ------------------- | ------------------- | ------------------- | ------------------- | ------------------- | ------------------- | ------------------- | ------------------- | ------------------- | ------------------- | ------------------- |
| 1.                  | Frederick Winters   | 5                   | 5                   | 5                   | 2                   | 5                   | 5                   | 3                   | 5                   | 35                  |
| 2.                  | Oscar Osthoff       | 3                   | 3                   | 3                   | 5                   | 3                   | 3                   | 5                   | 3                   | 28                  |
| 3.                  | Frank Kugler        | 1                   | 1                   | 1                   | 2                   | 1                   | 1                   | 1                   | 1                   | 9                   |

| Prova 9 | Prova 9           | Prova 9     | Prova 9   |
| Posició | Atleta            | Pes aixecat | Puntuació |
| ------- | ----------------- | ----------- | --------- |
| 1.      | Oscar Osthoff     | 88.22       | 5         |
| 2.      | Frederick Winters | 76.71       | 3         |
| 3.      | Frank Kugler      | 66.91       | 1         |

| Després de 9 proves | Després de 9 proves | Després de 9 proves | Després de 9 proves | Després de 9 proves | Després de 9 proves | Després de 9 proves | Després de 9 proves | Després de 9 proves | Després de 9 proves | Després de 9 proves | Després de 9 proves |
| Posició             | Atleta              | 1                   | 2                   | 3                   | 4                   | 5                   | 6                   | 7                   | 8                   | 9                   | Total               |
| ------------------- | ------------------- | ------------------- | ------------------- | ------------------- | ------------------- | ------------------- | ------------------- | ------------------- | ------------------- | ------------------- | ------------------- |
| 1.                  | Frederick Winters   | 5                   | 5                   | 5                   | 2                   | 5                   | 5                   | 3                   | 5                   | 3                   | 38                  |
| 2.                  | Oscar Osthoff       | 3                   | 3                   | 3                   | 5                   | 3                   | 3                   | 5                   | 3                   | 5                   | 33                  |
| 3.                  | Frank Kugler        | 1                   | 1                   | 1                   | 2                   | 1                   | 1                   | 1                   | 1                   | 1                   | 10                  |

| Prova 10 | Prova 10          | Prova 10    | Prova 10  |
| Posició  | Atleta            | Pes aixecat | Puntuació |
| -------- | ----------------- | ----------- | --------- |
| 1.       | Oscar Osthoff     | 6 x 80.29   | 15        |
| 2.       | Frederick Winters | 6 x 47.74   | 7         |
| 3.       | Frank Kugler      | Sense marca | 0         |

| Puntuació final | Puntuació final   | Puntuació final | Puntuació final | Puntuació final | Puntuació final | Puntuació final | Puntuació final | Puntuació final | Puntuació final | Puntuació final | Puntuació final | Puntuació final |
| Posició         | Atleta            | 1               | 2               | 3               | 4               | 5               | 6               | 7               | 8               | 9               | 10              | Total           |
| --------------- | ----------------- | --------------- | --------------- | --------------- | --------------- | --------------- | --------------- | --------------- | --------------- | --------------- | --------------- | --------------- |
| Gold            | Oscar Osthoff     | 3               | 3               | 3               | 5               | 3               | 3               | 5               | 3               | 5               | 15              | 48              |
| Silver          | Frederick Winters | 5               | 5               | 5               | 2               | 5               | 5               | 3               | 5               | 3               | 7               | 45              |
| Bronze          | Frank Kugler      | 1               | 1               | 1               | 2               | 1               | 1               | 1               | 1               | 1               | 0               | 10              |